# Aigle (stacja kolejowa)
Aigle – stacja kolejowa w Aigle, w kantonie Vaud, w Szwajcarii. Znajdują się tu 2 perony.